# David Kaye
 (novembre 2019).
Si vous disposez d'ouvrages ou d'articles de référence ou si vous connaissez des sites web de qualité traitant du thème abordé ici, merci de compléter l'article en donnant les références utiles à sa vérifiabilité et en les liant à la section « Notes et références ».
Pour les articles homonymes, voir Kaye.
David Kaye est un acteur canadien né le 14 octobre 1964 à Peterborough (Ontario, Canada).

## Biographie

### Carrière
Il est surtout connu pour avoir prêté sa voix à de nombreux personnages de films d'animation ou à des héros de jeux vidéo tels que Nathan Hale de Resistance: Fall of Man ou Clank de Ratchet and Clank.

## Filmographie

### Cinéma
- 1987 : The Occultist : Terroriste
- 1991 : Fortune Quest : Clay / Narrateur (voix)
- 1992 : Green Legend Ran (vidéo) : Hazzard Guy (voix)
- 1992 : Opening Night : Michael
- 1992 : Fatal Fury: Legend of the Hungry Wolf (vidéo) : Voix additionnelles (voix)
- 1993 : Ranma ½ (vidéo) : Soun Tendo / Gambling King / Daisuke
- 1993 : Animated Classic Showcase : Voix additionnelles (voix)
- 1993 : Walter Melon : NASA Reporter / Alien Father / Voix additionnelles (voix)
- 1994 : Garou densetsu : Kim Kaphwan (voix)
- 1994 : Dazzle the Dinosaur (vidéo) : Apatasauras (voix)
- 1995 : Ski Hard : TV Commentator (Danny Hodges)
- 1995 : Fatal Fury 1 (vidéo) : Kim / Voix additionnelles (voix)
- 1996 : Key: The Metal Idol (vidéo) : Wakagi (voix)
- 1996 : The Love Charm : Ted
- 1996 : Fatal Fury 2 (vidéo) : Kim Kaphwan (voix)
- 1996 : Terminagolf (Happy Gilmore) : Reporter
- 1996 : Une folle équipée (Carpool) : Scott Lewis, Ch. 3 News
- 1997 : Vampire Hunter: The Animated Series (vidéo) : Pyron the Flaming Alien
- 1997 : Excess Baggage de Marco Brambilla : Kevin Bradley
- 1998 : Grey (vidéo) : Red (voix)
- 1998 : Fatal Fury 3 (vidéo) ( (voix)
- 1998 : Brainium : Rutegar / Voix additionnelles (voix)
- 1998 : Mummies Alive! The Legend Begins (en) (vidéo) : Voix additionnelles (voix)
- 2001 : Broken Saints : Lear  (voix)
- 2003 : X-Men 2 (X2) : TV Host
- 2004 : Inuyasha - Guren no houraijima : Sesshomaru
- 2005 : Acceleracers: Speed of Silence (vidéo) : Deezel "Porkchop" Riggs (voix)
- 2005 : Kong: King of Atlantis (vidéo) : Prof. Ramon De La Porta
- 2006 : AcceleRacers: Breaking Point (vidéo) : Deezel "Porkchop" Riggs
- 2006 : AcceleRacers: The Ultimate Race (vidéo) : Deezel "Porkchop" Riggs
- 2006 : Lucas, fourmi malgré lui (The Ant Bully) : Sleeper Ant (voix)
- 2021 : Les Éternels de Chloé Zhao : Arishem, le Premier Céleste (voix)

### Télévision
- 1988 : Les Samouraïs de l'Éternel ("Yoroiden Samurai Troopers") (série télévisée) : Narrateur / Sun Devil / The Ancient
- 1989 : Tailhook (série télévisée) : Las Vegas TV Reporter
- 1989 : Ranma ½ (série télévisée)
- 1989 : Janguru Bukku shonen Môguri (série télévisée) (voix)
- 1992 : Prince Mackaroo (série télévisée) : Cyberfly / Demon King / Voix additionnelles (voix)
- 1992 : Sanctuary (série télévisée) : Hojo (voix)
- 1993 : Final Appeal (TV) : Reporter
- 1994 : Sgt. Savage (série télévisée) : Général Hawke (voix)
- 1994 : Le Roi Léo (série télévisée) : Icara  (voix)
- 1994 : Metro Cafe (série télévisée) : Host
- 1994 : For the Love of Nancy (TV) : Newsperson #2
- 1994 : L'Échange (Someone Else's Child) (TV) : Max Frye
- 1995 : Skysurfer Strike Force (série télévisée) : Jack Hollister (Skysurfer One) / Noxious (voix)
- 1995 : Heavy Hitter & Hawaiian's Slammers (série télévisée) : Voix additionnelles (voix)
- 1995 : Street Fighter: The Animated Series (série télévisée) : Akuma (unknown episodes)
- 1995 : Not Our Son (TV) : Anchor
- 1995 : She Stood Alone: The Tailhook Scandal (TV) : Las Vegas TV Reporter
- 1996 : Rudy et son double (Prisoner of Zenda, Inc.) (TV) : Mr. Gillis
- 1996 : Susie Q (en) (TV) : Don Tanner
- 1996-1999: Beast Wars (série télévisée) : Megatron
- 1989 : Dragon Ball Z (série télévisée) : Burter (I) (unknown episodes, 1996-1998)
- 1997 : ReBoot (série télévisée) : Spectral's Leader (Saison 3, épisode 6)
- 1997 : The Wacky World of Tex Avery (série télévisée) : Narrateur (unknown episodes)
- 1997 : Mummies Alive! (en) (série télévisée) : Voix additionnelles (unknown episodes)
- 1997 : Meurtres en mémoires (Murder in My Mind) (TV) : Peter Traynor
- 1997 : Kleo the Misfit Unicorn (série télévisée) : Slim
- 1997 : Laboratoire de clonage (Cloned) (TV) : Reid Kennedy
- 1997 : Convictions (TV) : Rick
- 1997 : Projet Médusa (Medusa's Child) (TV) : Anchor
- 1998 : Heaven Can Wait (TV) : Tony Abbott
- 1998 : RoboCop : Alpha Commando (série télévisée) : Voix additionnelles (unknown episodes)
- 1998 : Bible Story (série télévisée) : Narrateur / Voix additionnelles (voix)
- 1998 : Brainium (série télévisée) : Rutegar (voix)
- 1998 : Walter Melon (série télévisée) : NASA Reporter / Alien Father / Voix additionnelles (voix)
- 1998 : Fat Dog Mendoza (série télévisée) : Voix additionnelles (voix)
- 1998 : Futuresport (TV) : Ronny Vance
- 1998 : Big and Hairy (TV) : Announcer (voix)
- 1999 : Monster Farm: Enbanseki no himitsu (série télévisée) : Monolith (unknown episodes)
- 1999 : Roswell: The Aliens Attack (TV) : Radio voice-over
- 1999 : Escape from Mars (TV) : Steve Yaffe
- 1999 : In a Class of His Own (TV) : Lance
- 2000 : Casper's Haunted Christmas (vidéo) : Narrateur (voix)
- 2000 : Sanctimony (TV) : Tom's Attorney
- 2000 : Gundam Wing (Mobile Suit Gundam Wing) (série télévisée) : Treize Khushrenada (voix)
- 2000 : La Sirène (Mermaid) (TV) : Wade
- 2000 : Mobile Suit Gundam Wing: The Movie - Endless Waltz (TV) : Voix additionnelles (voix)
- 1999 : Beast Machines: Transformers (série télévisée) : Megatron
- 2001 : Ladies and the Champ (TV) : Bud Brickner
- 2001 : MVP 2: Most Vertical Primate : Dave Bruce
- 2002 : L'Enfer à domicile (Video Voyeur: The Susan Wilson Story) (TV) : Lavalle Salomon
- 2002 : Barbie, princesse Raiponce (Barbie as Rapunzel) (vidéo) : Hugo / General (voix)
- 2002 : En direct de Bagdad (Live from Baghdad) (TV) : Ben Dupont
- 2003 : Master Keaton (série télévisée) : Shinsuke's Father (unknown episodes)
- 2004 : Transformer: Super Link (série télévisée) : Megatron / Galvatron
- 2005 : Transformers: Galaxy Force (série télévisée) : Megatron (unknown episodes)
- 2005 : AcceleRacers: Ignition (TV) : Deezel "Porkchop" Riggs
- 2005 : Coconut Fred's Fruit Salad Island (série télévisée) : Bunga Berry (unknown episodes)
- 2006 : Barbie au bal des douze princesses (vidéo) : Médecin royal / Sentinelle 2 (voix)
- 2007 : Transformers : Animated : Optimus Prime / Lugnut / Grimlock
- 2009 : Barbie et les Trois Mousquetaires (vidéo) : Alexandre (voix)
- 2012-2014 : Ben 10: Omniverse : Khyber / Shocksquat / Autres voix (voix)
- 2015 : Barbie en super princesse (vidéo) : Wes Rivers (voix)
- 2015 : Transformers : Robots in Disguise : Mission Secrète : Hammerstrike / Slashmark
- 2016 : Ratchet et Clank : Clank
- 2016-2021 : Ben 10 : Max Tennyson / Shock Rock / Autres voix (voix)
- 2018-2021 : La Bande à Picsou : Arsène (voix)
- 2024 : Batman, le justicier masqué : William Hastings (voix)